# Cseh Extraliga
A Cseh Extraliga (csehül: Extraliga ledního hokeje, röviden: ELH) egy professzionális első osztályú jégkorongbajnokság Csehországban. A ligát 1993-ban alapították, amikor Csehszlovákia felbomlásával megszűnt a csehszlovák bajnokság. A bajnokságban a 2023-24-es szezonban 14 csapat szerepelt, a ligában van feljutás és kiesés a másodosztályú Maxa ligába. A bajnokság alapszakaszának első három helyezettje szerepel a következő Champions Hockey League szezon kiírásában. A bajnokságban résztvevő csapatok a rájátszásban a T. G. Masaryk-kupa elnyeréséért mérkőznek meg egymással.

## Története
A Cseh Extraliga elődje a csehszlovák elsőosztályú jégkorongliga volt, amit 1936-ban alapítottak. Csehszlovákia felbomlása után a közös bajnokság megszűnt, így létrejött 1993-ban Szlovákiában a Szlovák Extraliga, Csehországban pedig a Cseh Extraliga.
A 2019-20-as szezonban a rájátszást meg kellett szakítani a Covid19-járvány miatti korlátozások miatt, így ebben az évben bajnokot nem hirdettek.
A 2021-22-es szezonban a bajnokságból zárt ligát akartak létrehozni a National Hockey League mintájára, azonban a rajongók nyomására elvetették az elképzelést.

### Bajnokság elnevezései és főszponzorok
| Időszak   | A bajnokság hivatalos elnevezése | Névadó szponzor | Iparág         |
| --------- | -------------------------------- | --------------- | -------------- |
| 1999–2000 | Staropramen Extraliga            | Staropramen     | alkohol        |
| 2001–2002 | Český Telecom Extraliga          | Český Telecom   | távközlés      |
| 2003–2006 | Tipsport Extraliga               | Tipsport        | szerencsejáték |
| 2007–2010 | O2 Extraliga                     | O2              | távközlés      |
| 2010–     | Tipsport Extraliga               | Tipsport        | szerencsejáték |

## Lebonyolítás

### Alapszakasz
Az alapszakaszban 14 csapat szerepel, mindegyik csapat 4 mérkőzést játszik a másikkal, 2-t otthon és 2-t idegenben, így összesen 52 mérkőzést játszik egy csapat.

### Rájátszás
A rájátszásba automatikusan az alapszakasz tabellájának első 4 helyezettje kerül. Az 5-12. helyezett csapatok kvalifikációs fordulókon vesznek részt, amiben 3 nyert mérkőzésig játszott sorozatban mérkőznek meg a nyolcaddöntőbe jutásért. A rájátszásban 4 győztes meccsig játszanak a csapatok.

### Osztályozó a bennmaradásért
Az alapszakasz tabellán az utolsó helyen végzett csapat a Chance liga győztesével 4 győztes meccsig tartó osztályozókat játszik.

## Résztvevők

### Jelenlegi csapatok
| Csapat                       | Város            | Kerület                   | Jégcsarnok                   | Férőhely |
| ---------------------------- | ---------------- | ------------------------- | ---------------------------- | -------- |
| Bílí Tygři Liberec           | Liberec          | Libereci kerület          | Tipsport Arena               | 7 250    |
| BK Mladá Boleslav            | Mladá Boleslav   | Közép-csehországi kerület | Ško-Energo Aréna             | 4 200    |
| Banes Motor České Budějovice | České Budějovice | Dél-csehországi kerület   | Budvar Arena                 | 6 421    |
| HC Dynamo Pardubice          | Pardubice        | Pardubicei kerület        | Enteria arena                | 10 194   |
| Energie Karlovy Vary         | Karlovy Vary     | Karlovy Vary-i kerület    | KV Arena                     | 7 500    |
| HC Olomouc                   | Olomouc          | Olomouci kerület          | Zimní stadion Olomouc        | 5 500    |
| HC Škoda Plzeň               | Plzeň            | Plzeňi kerület            | Home Monitoring Aréna        | 8 236    |
| HC Kometa Brno               | Brno             | Dél-morvaországi kerület  | DRFG Arena                   | 7 700    |
| Mountfield HK                | Hradec Králové   | Hradec Králové-i kerület  | Zimní stadion Hradec Králové | 7 700    |
| HC Oceláři Třinec            | Třinec           | Morva-sziléziai kerület   | Werk Arena                   | 5 400    |
| Rytíři Kladno                | Kladno           | Közép-csehországi kerület | ČEZ Stadion Kladno           | 5 200    |
| HC Sparta Praha              | Prága            | Prága                     | O2 Arena                     | 17 383   |
| HC Verva Litvínov            | Litvínov         | Ústí nad Labem-i kerület  | Ivan Hlinka Stadion          | 6 011    |
| HC Vítkovice Ridera          | Ostrava          | Morva-sziléziai kerület   | Ostravar Aréna               | 10 004   |

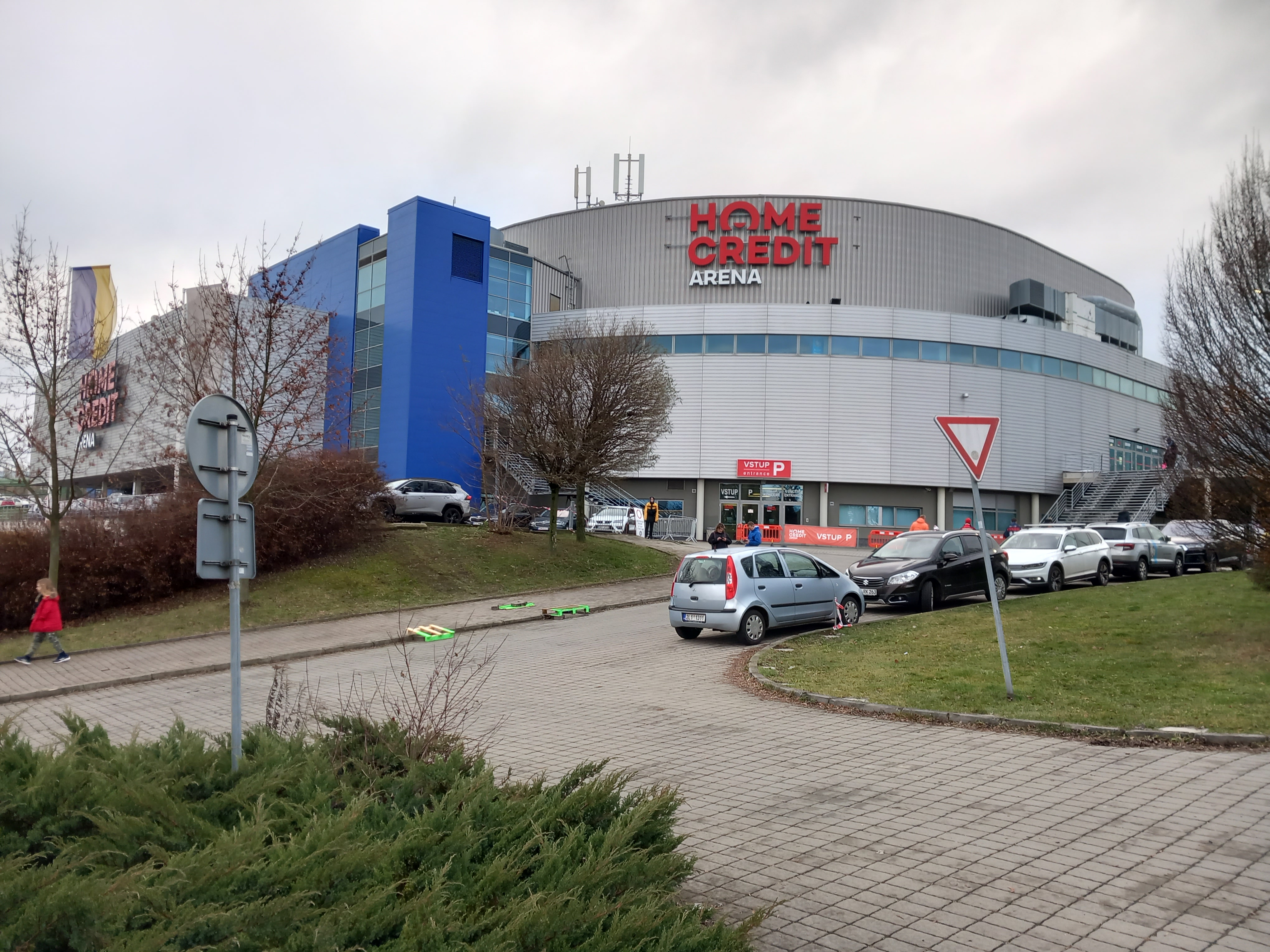
A libereci Home Credit Arena
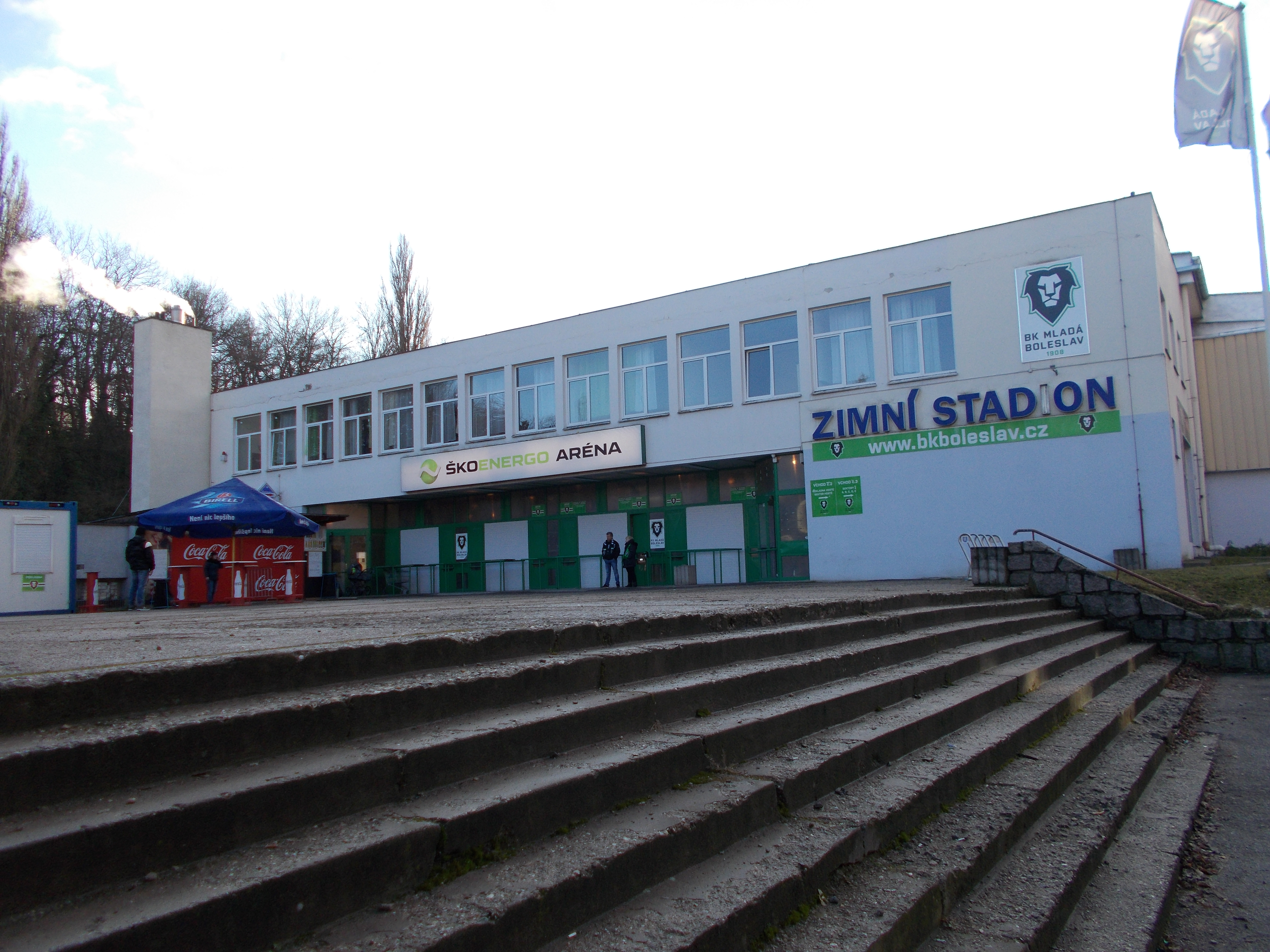
A Mladá Boleslav-i jégcsarnok
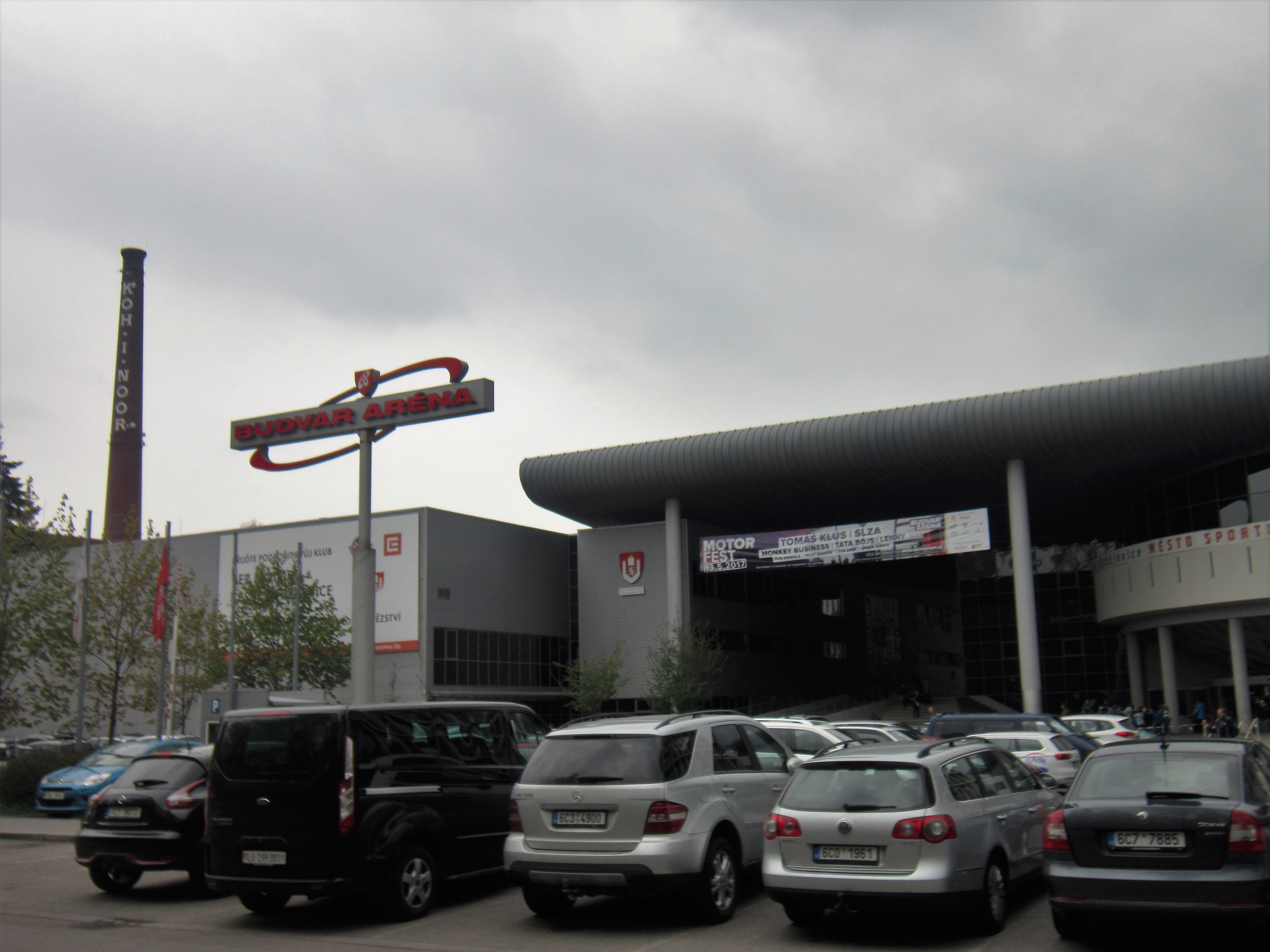
A České Budějovice-i Budvar aréna
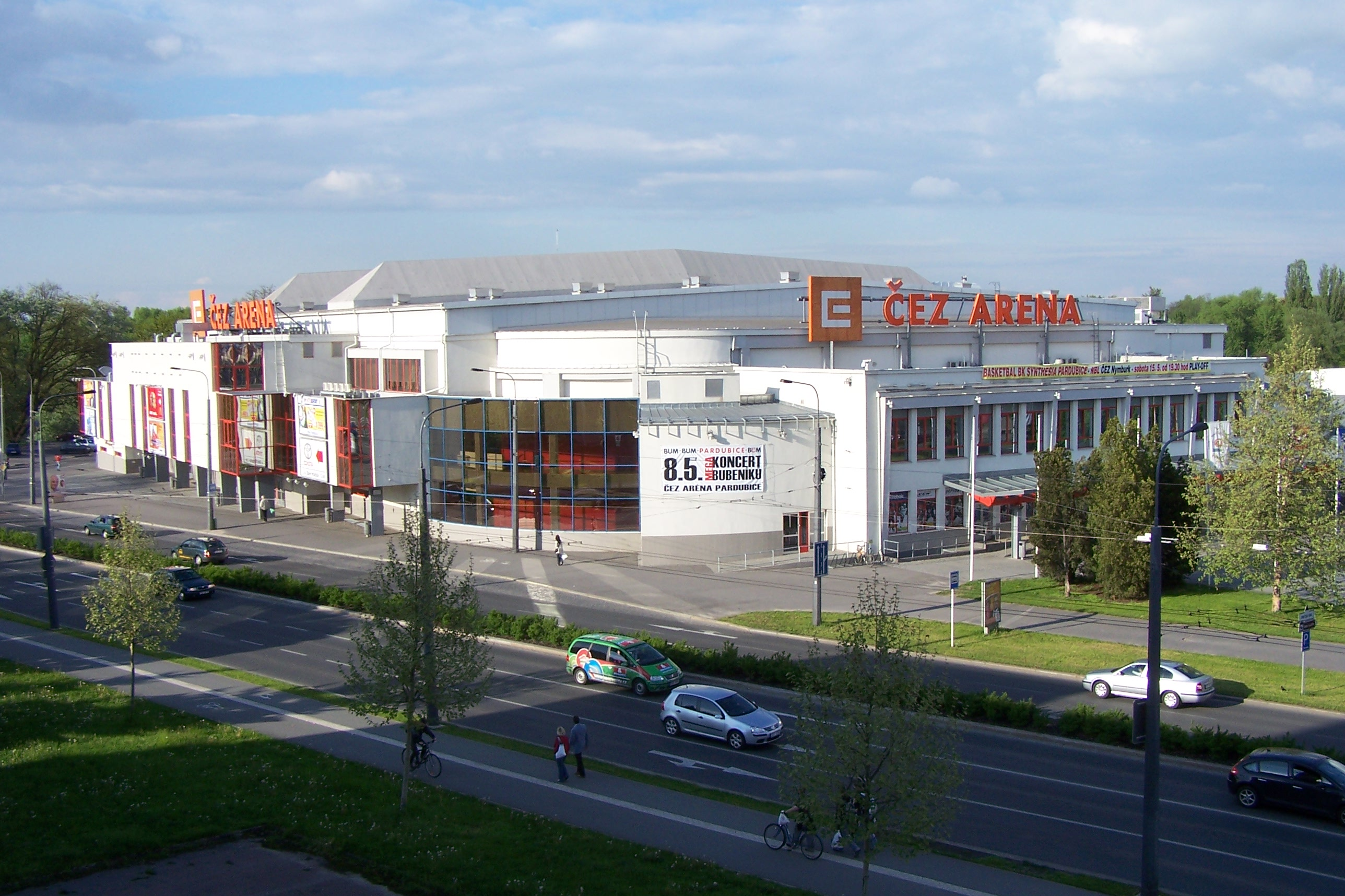
A pardubicei Enteria arena
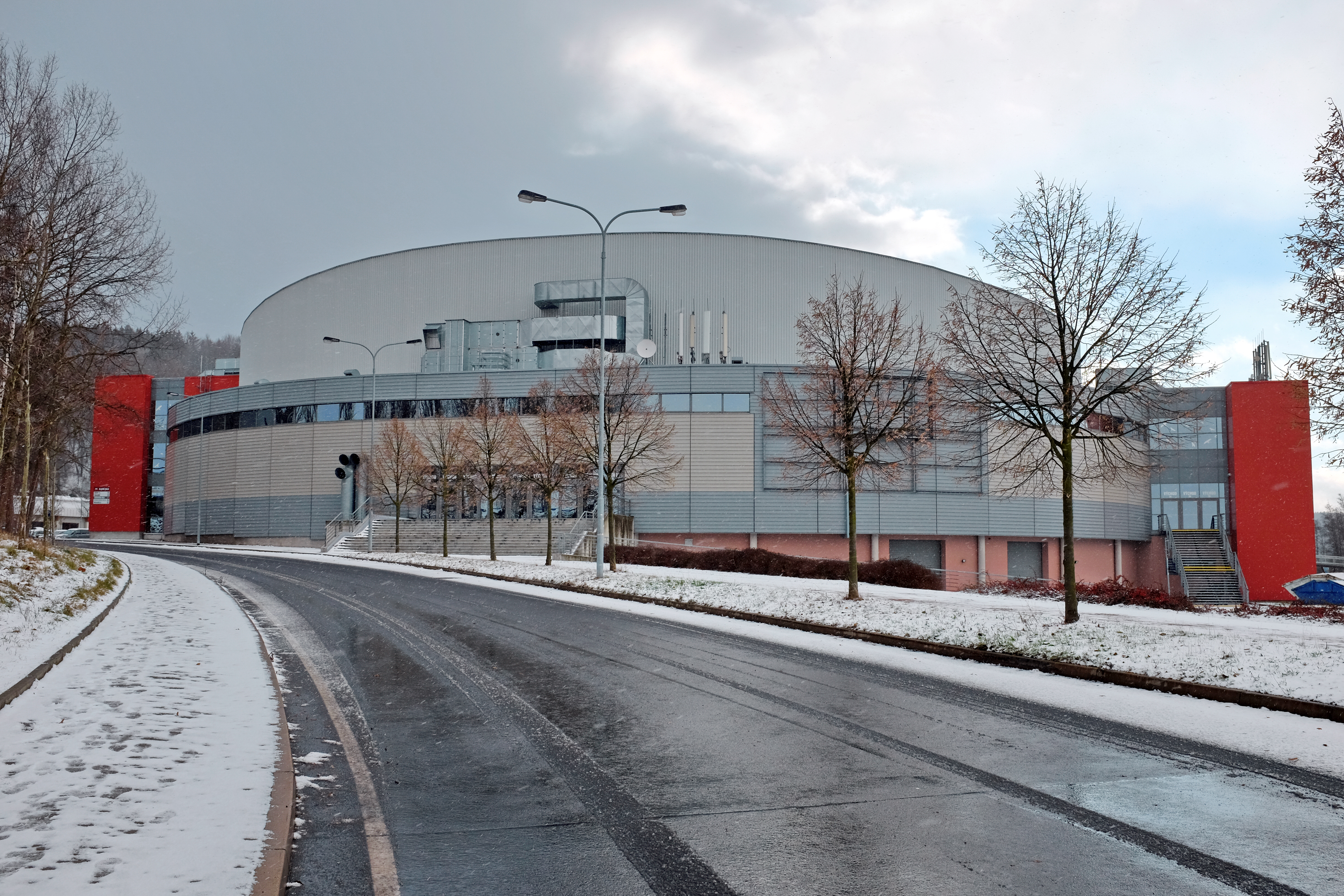
A Karlovy Vary-i KV Arena
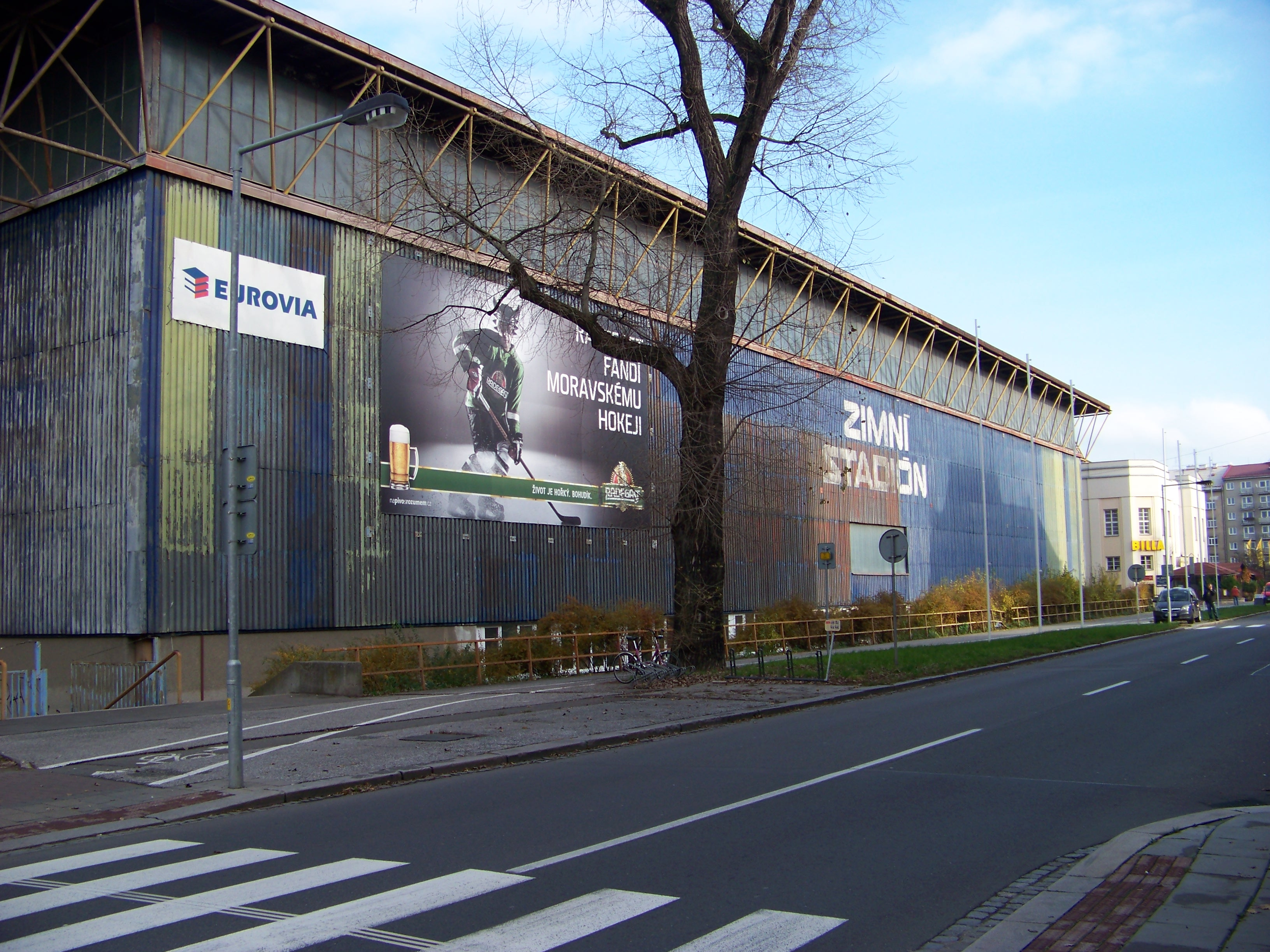
Az olomouci jégcsarnok
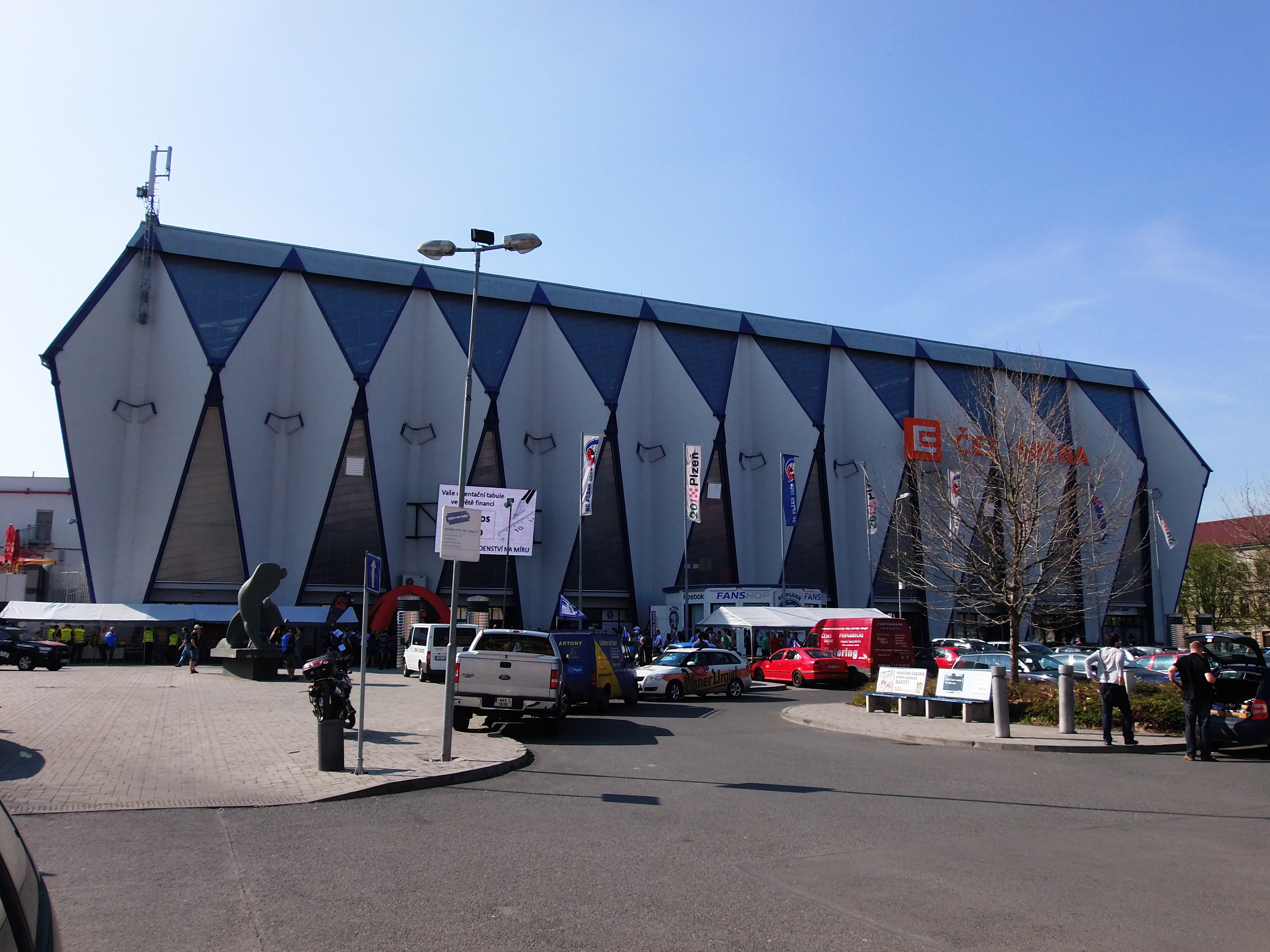
A plzeňi Home Monitoring Arena
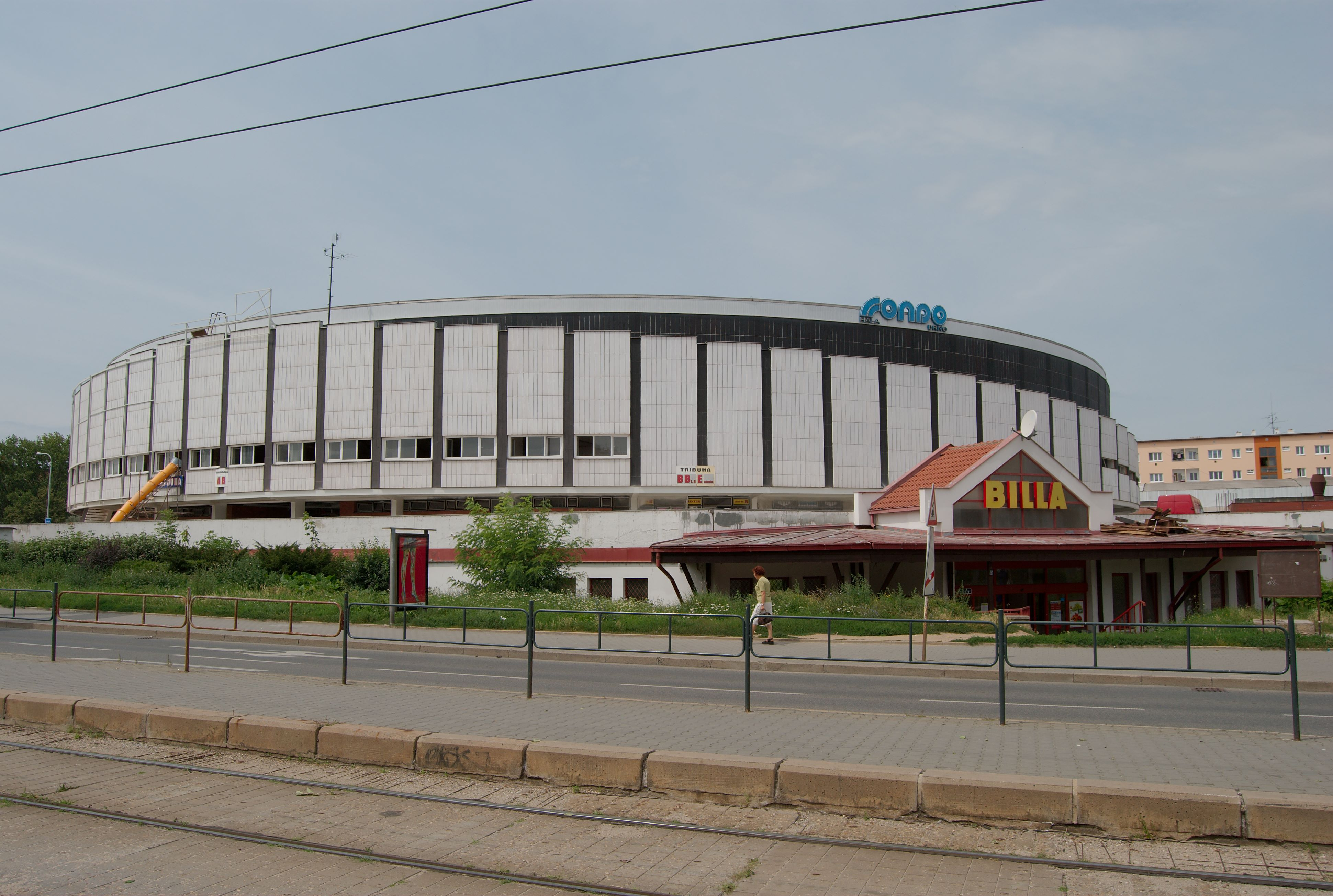
A brnói Winning Group Arena
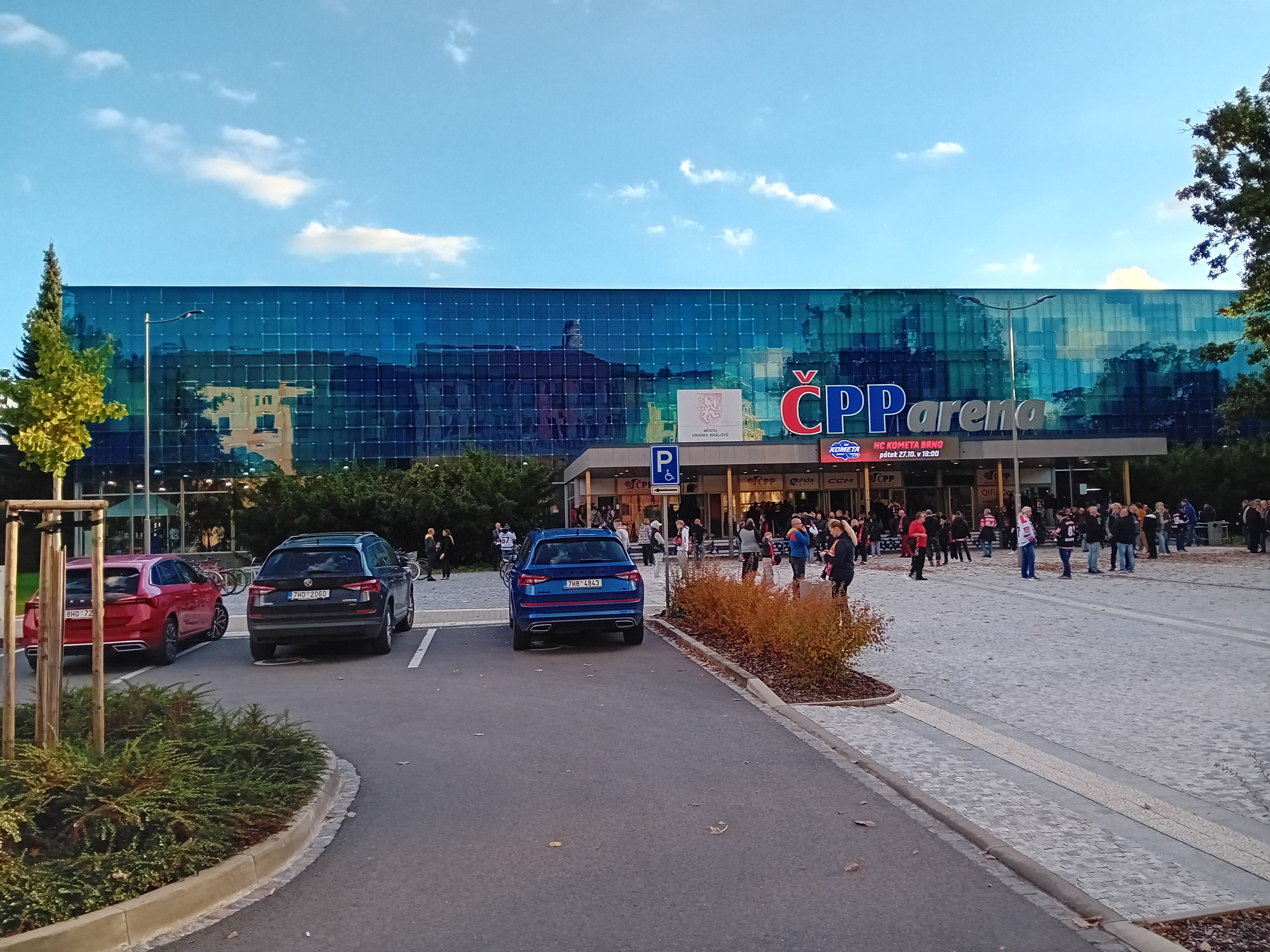
A Hradec Králové-i jégcsarnok
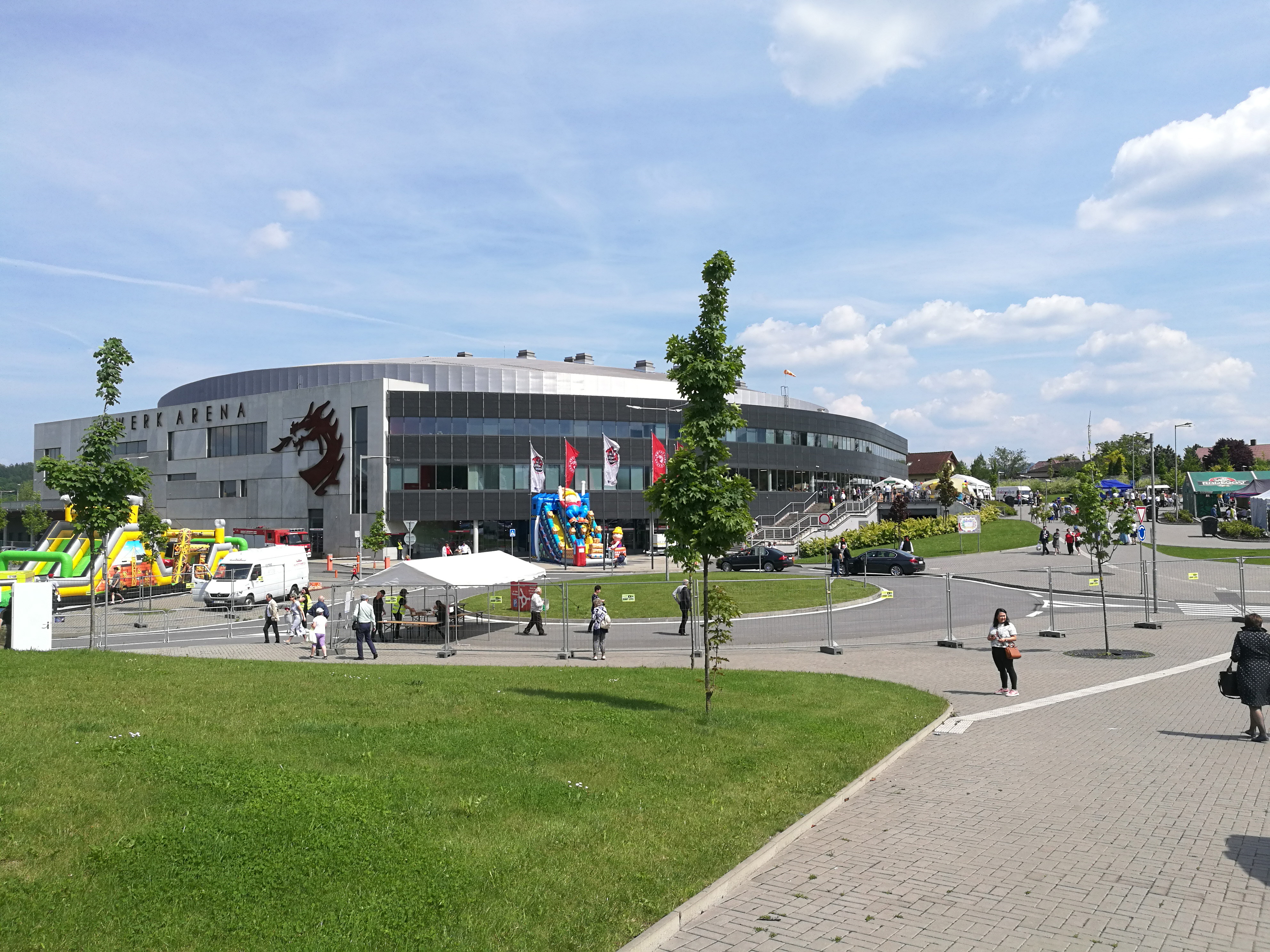
A Třineci Werk Arena
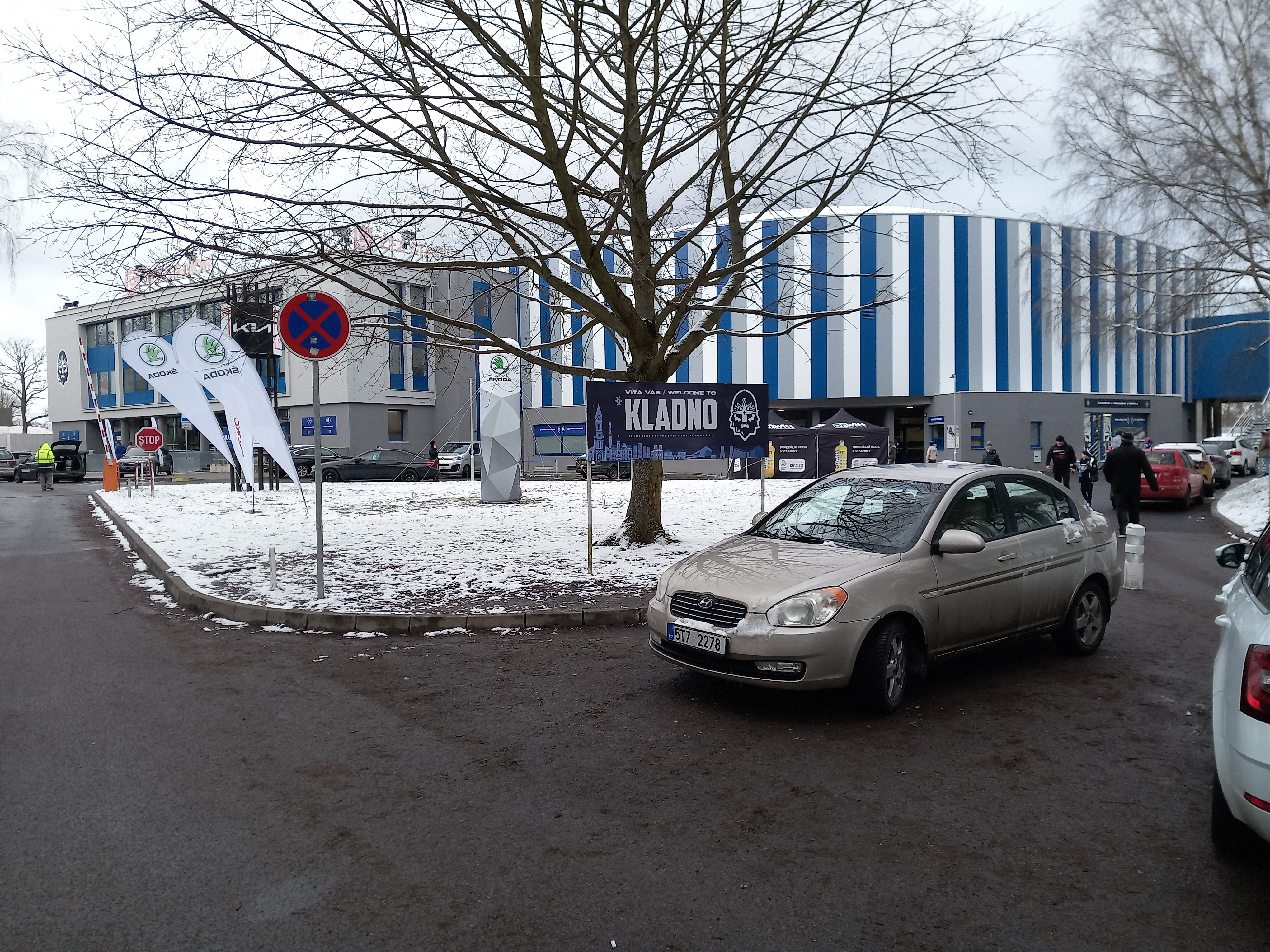
A kladnói ČEZ stadion
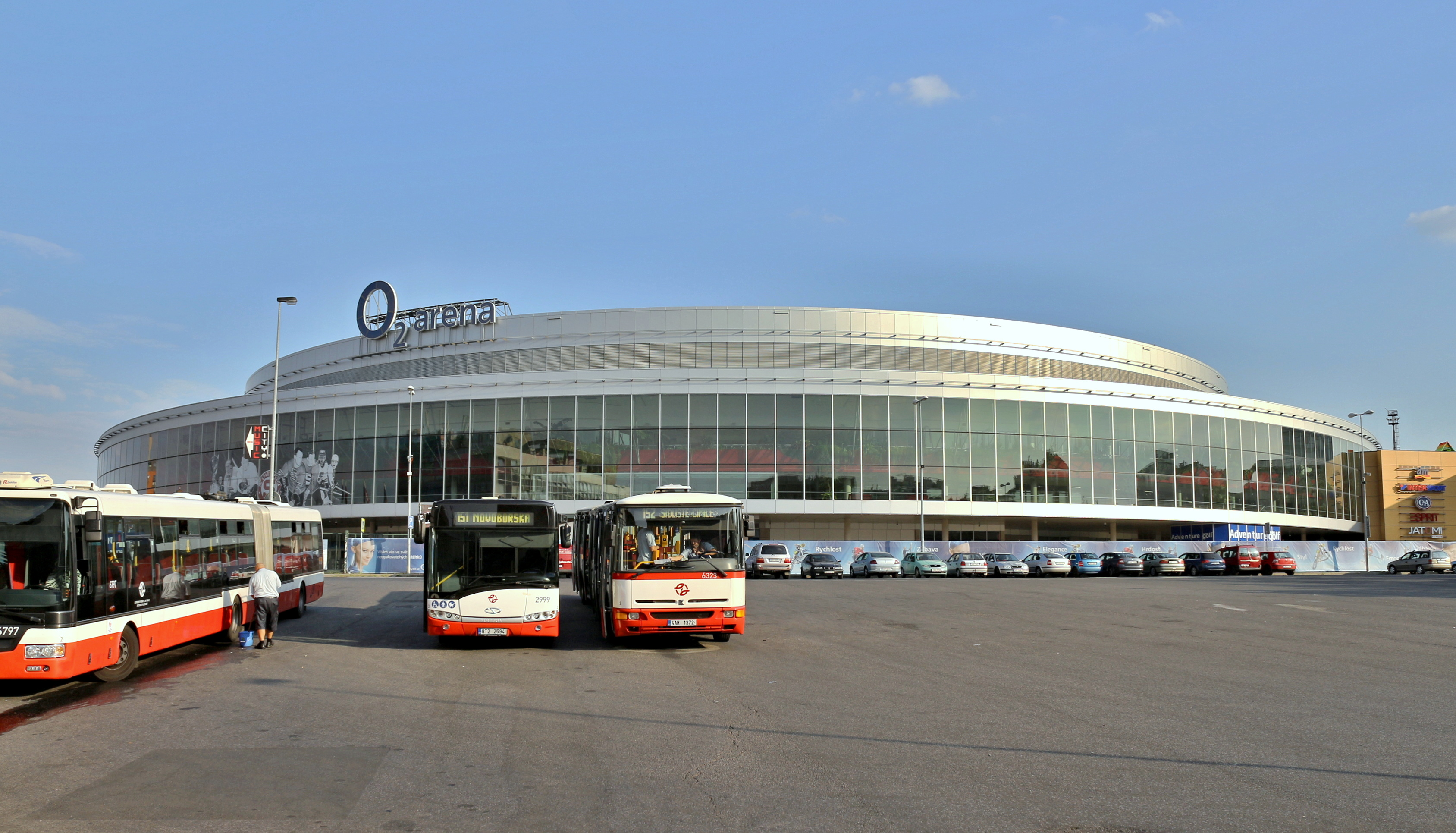
A prágai O2 Aréna
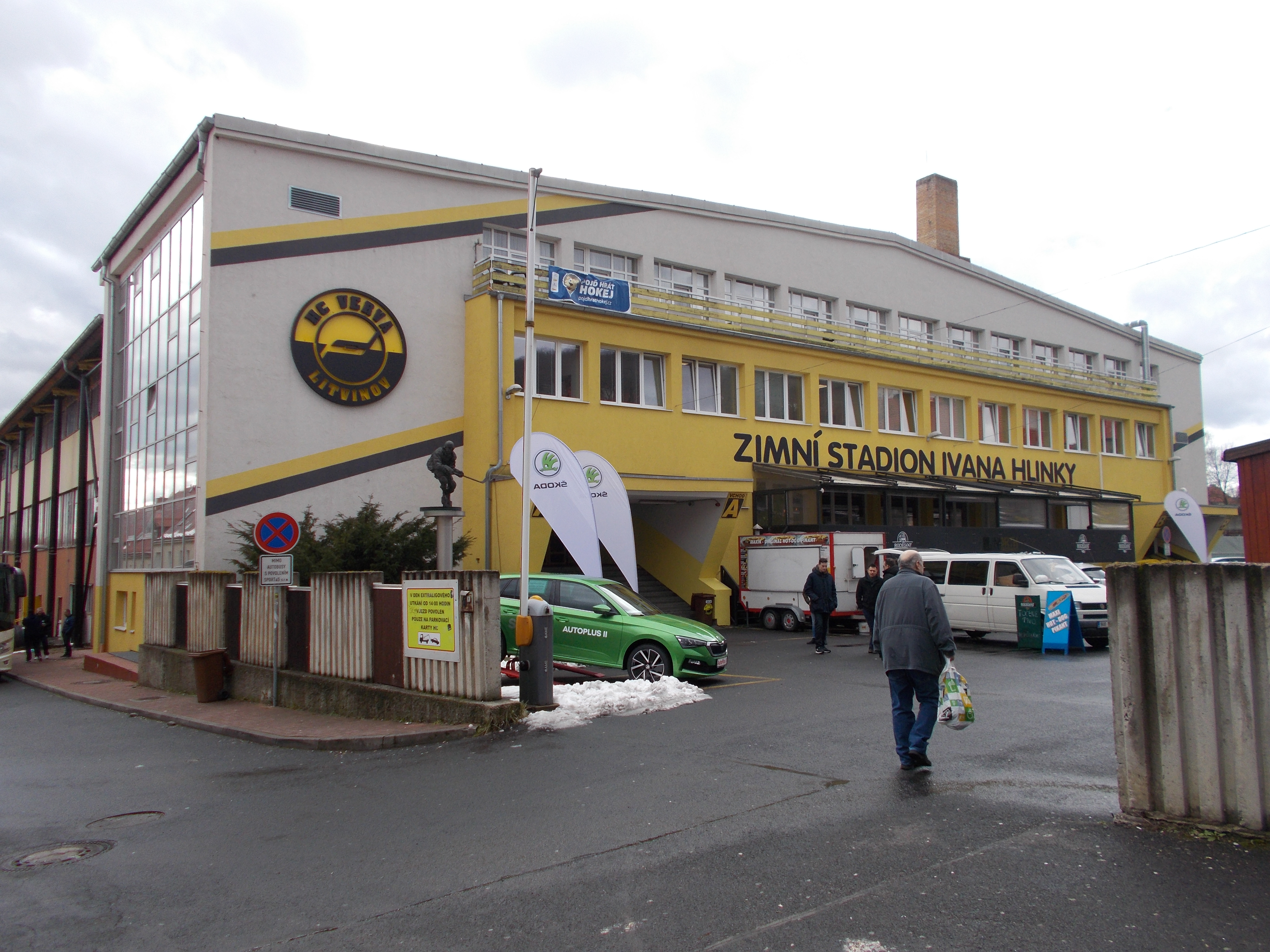
A litvínovi Ivan Hlinka jégcsarnok
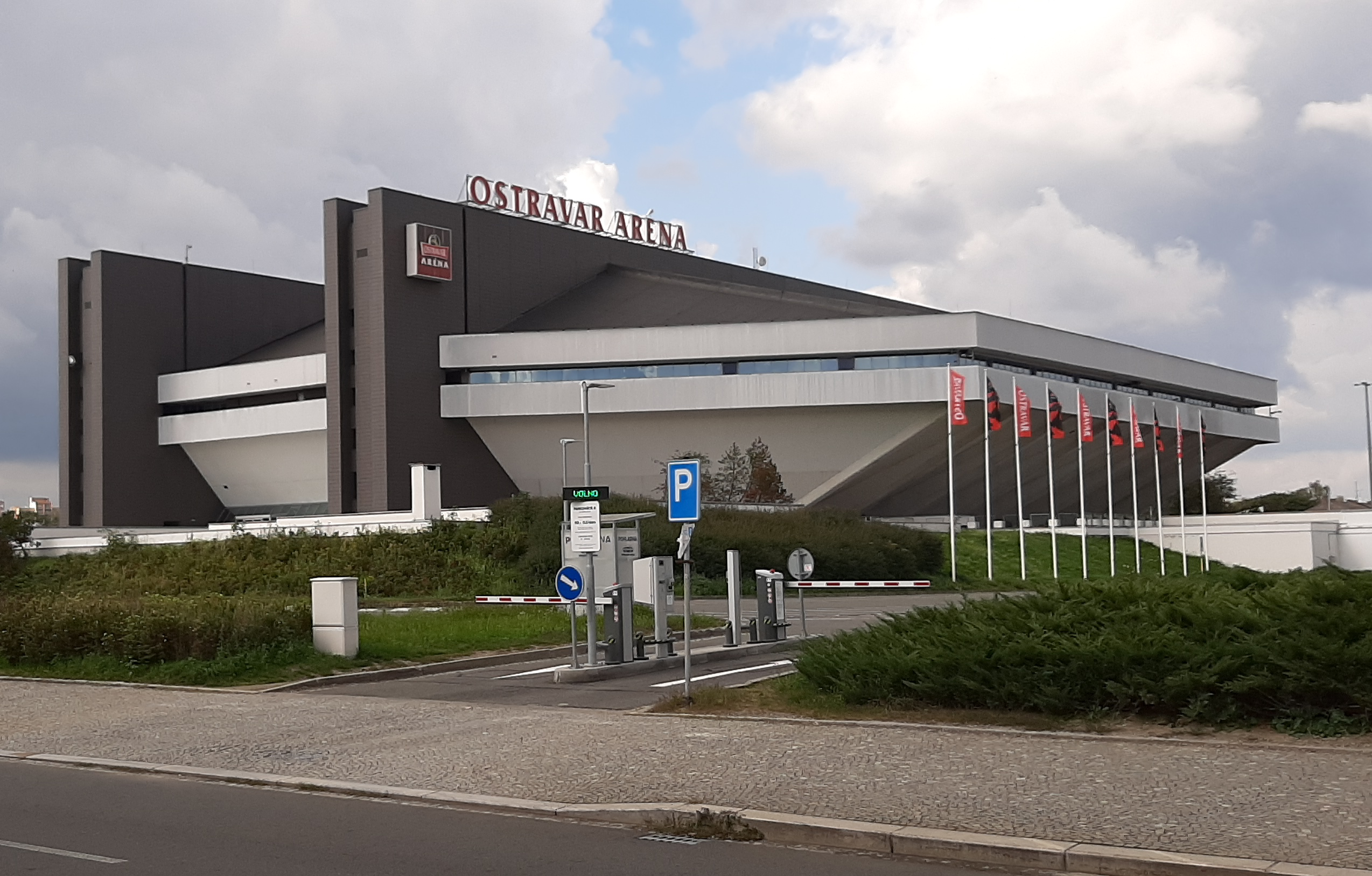
Az ostravai Ostravar Aréna

## Helyezések csapatok szerint
| Helyezés | Csapat                       |   |   |   | Összesen |
| -------- | ---------------------------- | - | - | - | -------- |
| 1.       | HC Oceláři Třinec            | 6 | 3 | 1 | 10       |
| 2.       | VHK ROBE Vsetín              | 6 | 1 | 0 | 7        |
| 3.       | HC Sparta Praha              | 4 | 3 | 6 | 13       |
| 4.       | HC Dynamo Pardubice          | 3 | 4 | 2 | 9        |
| 5.       | PSG Berani Zlín              | 2 | 4 | 1 | 7        |
| 6.       | HC Kometa Brno               | 3 | 2 | 1 | 6        |
| 7.       | HC Slavia Praha              | 2 | 3 | 2 | 7        |
| 8.       | Bílí Tygři Liberec           | 1 | 3 | 2 | 6        |
| 9.       | HC Energie Karlovy Vary      | 1 | 1 | 0 | 2        |
| 10.      | HC Verva Litvínov            | 1 | 1 | 0 | 2        |
| 11.      | HC Škoda Plzeň               | 1 | 0 | 5 | 6        |
| 12.      | HC Olomouc                   | 1 | 0 | 0 | 1        |
| 13.      | HC Vítkovice Ridera          | 0 | 4 | 2 | 6        |
| 14.      | Rytíři Kladno                | 0 | 0 | 3 | 3        |
| 15.      | Banes Motor České Budějovice | 0 | 0 | 3 | 3        |
| 16.      | Mountfield HK                | 0 | 1 | 1 | 2        |
| 17.      | HC LERAM Orli Znojmo         | 0 | 0 | 1 | 1        |

## Bajnokok

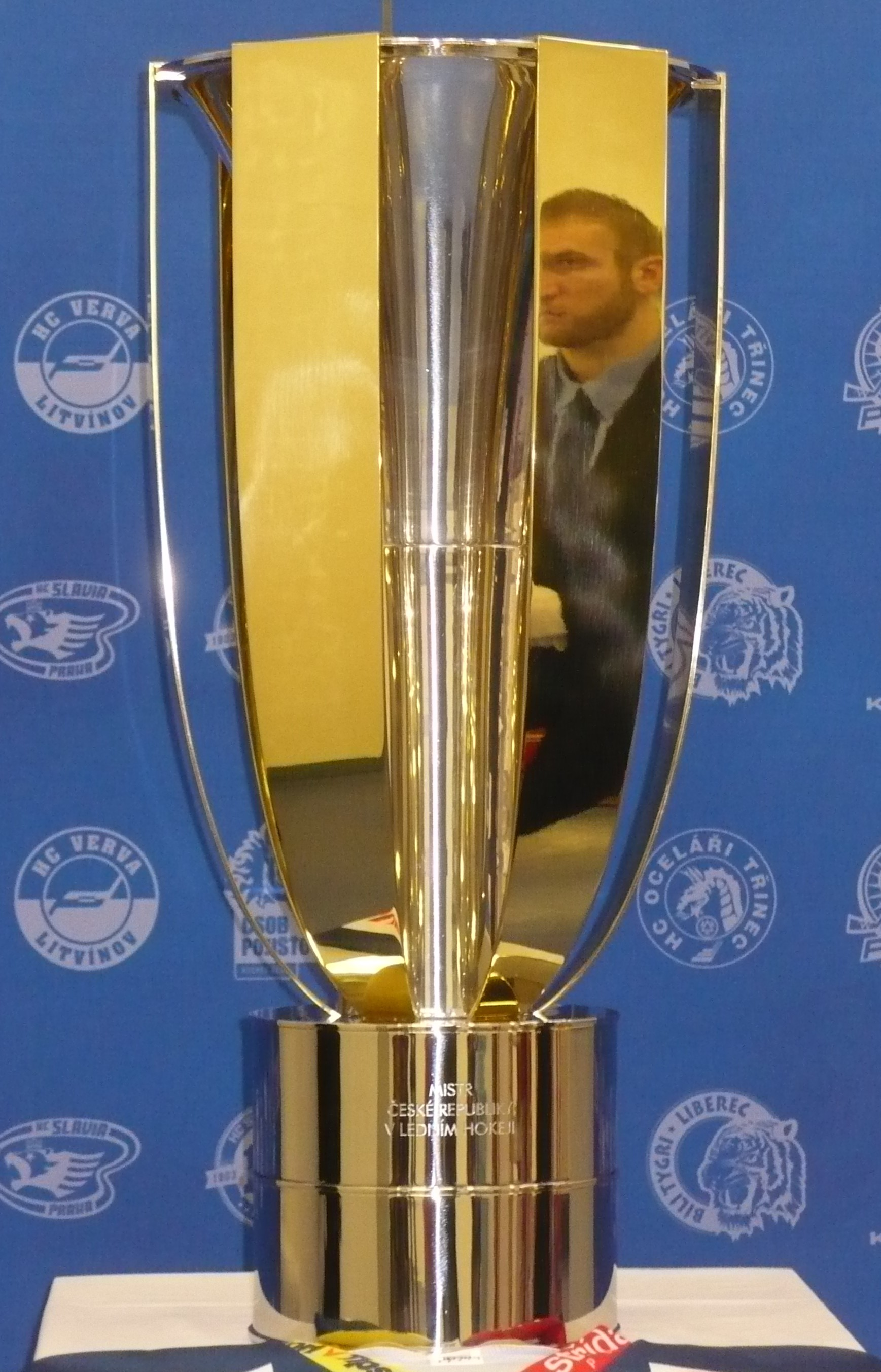
A rájátszás győztesének járó Masaryk-kupa

| Szezon  | Győztes                                          | Döntő végeredménye                               | Döntős                                           |
| ------- | ------------------------------------------------ | ------------------------------------------------ | ------------------------------------------------ |
| 1993–94 | HC Olomouc                                       | 3-1                                              | HC Pardubice                                     |
| 1994–95 | HC Dadák Vsetín                                  | 3-1                                              | AC ZPS Zlín                                      |
| 1995–96 | HC Petra Vsetín                                  | 4-1                                              | HC Chemopetrol Litvínov                          |
| 1996–97 | HC Petra Vsetín                                  | 3-0                                              | HC Vítkovice Steel                               |
| 1997–98 | HC Slovnaft Vsetín                               | 3-0                                              | HC Železárny Třinec                              |
| 1998–99 | HC Slovnaft Vsetín                               | 3-0                                              | HC ZPS Barum Zlín                                |
| 1999–00 | HC Sparta Praha                                  | 3-0                                              | HC Slovnaft Vsetín                               |
| 2000–01 | VHK Vsetín                                       | 3-1                                              | HC Sparta Praha                                  |
| 2001–02 | HC Sparta Praha                                  | 3-1                                              | HC Vítkovice Steel                               |
| 2002–03 | HC Slavia Praha                                  | 4-3                                              | HC Pardubice                                     |
| 2003–04 | HC Hamé Zlín                                     | 4-1                                              | HC Slavia Praha                                  |
| 2004–05 | HC Moeller Pardubice                             | 4-0                                              | HC Hamé Zlín                                     |
| 2005–06 | HC Sparta Praha                                  | 4-2                                              | HC Slavia Praha                                  |
| 2006–07 | HC Sparta Praha                                  | 4-2                                              | HC Moeller Pardubice                             |
| 2007–08 | HC Slavia Praha                                  | 4-3                                              | HC Energie Karlovy Vary                          |
| 2008–09 | HC Energie Karlovy Vary                          | 4-2                                              | HC Slavia Praha                                  |
| 2009–10 | HC Eaton Pardubice                               | 4-0                                              | HC Vítkovice Steel                               |
| 2010–11 | HC Oceláři Třinec                                | 4-1                                              | HC Vítkovice Steel                               |
| 2011–12 | HC ČSOB Pojišťovna Pardubice                     | 4-2                                              | HC Kometa Brno                                   |
| 2012–13 | HC Škoda Plzeň                                   | 4-3                                              | PSG Zlín                                         |
| 2013–14 | PSG Zlín                                         | 4-1                                              | HC Kometa Brno                                   |
| 2014–15 | HC Verva Litvínov                                | 4-3                                              | HC Oceláři Třinec                                |
| 2015–16 | Bílí Tygři Liberec                               | 4-2                                              | HC Sparta Praha                                  |
| 2016–17 | HC Kometa Brno                                   | 4-0                                              | Bílí Tygři Liberec                               |
| 2017–18 | HC Kometa Brno                                   | 4-1                                              | HC Oceláři Třinec                                |
| 2018–19 | HC Oceláři Třinec                                | 4-2                                              | Bílí Tygři Liberec                               |
| 2019–20 | A rájátszás félbeszakadt a Covid19-járvány miatt | A rájátszás félbeszakadt a Covid19-járvány miatt | A rájátszás félbeszakadt a Covid19-járvány miatt |
| 2020–21 | HC Oceláři Třinec                                | 4-1                                              | Bílí Tygři Liberec                               |
| 2021–22 | HC Oceláři Třinec                                | 4-2                                              | HC Sparta Praha                                  |
| 2022–23 | HC Oceláři Třinec                                | 4-2                                              | Mountfield HK                                    |
| 2023–24 | HC Oceláři Třinec                                | 4-3                                              | HC Dynamo Pardubice                              |
| 2024–25 | HC Kometa Brno                                   | 4-3                                              | HC Dynamo Pardubice                              |

## Díjak
- T. G. Masaryk-kupa: A rájátszás győztesének járó kupa
- Jaroslav Pouzar-kupa: Az alapszakasz győztesének járó kupa
- Tipsport ELH-szezon játékosa díj: A közönség által a szezonban játékosnak megszavazott játékos díja
- Václav Pacina-díj: A rájátszás legértékesebb játékosának járó díj
- A meccs játékosa díj: A szezon során legtöbbször a meccs legjobbjának kikiáltott játékosnak járó díj
- A legeredményesebb játékos díj: A szezon során legtöbb pontot gyűjtő játékosnak járó díj
- Legjobb csatár díj
- Legjobb védő díj
- Legjobb kapus díj
- Legjobb edző díj
- Legjobb újonc díj
- Legsportszerűbb játékos díj
- Legjobb bíró díj
- Sencor Arany sisak díj
- Az Extraliga kedvence díj: A rajongók által szavazáson a legkedveltebb játékosnak járó díj

## Nézettség
| Szezon  | Átlagos nézőszám | Helyezés | Legnézettebb csapat         |
| ------- | ---------------- | -------- | --------------------------- |
| 2021–22 | 2 803            | 6.       | HC Dynamo Pardubice (4 604) |
| 2022–23 | 5 350            | 5.       | HC Sparta Praha (10 837)    |
| 2023–24 | 5 562            | 5.       | HC Sparta Praha (11 586)    |
| 2024–25 | 5827             | 5.       | HC Sparta Praha (12 804)    |

## Magyar játékosok a bajnokságban
- Vas János: HC Slavia Praha (2014–2015)[15]
- Jesse Dudás: HC Vítkovice (2020)[16]